# Atyaephyra stankoi
Atyaephyra stankoi е вид десетоного от семейство Atyidae. Видът не е застрашен от изчезване.

## Разпространение и местообитание
Разпространен е в Гърция и Северна Македония.
Обитава сладководни басейни, реки и потоци.